# Jan Škarnitzl
Jan Škarnitzl, né le 11 juillet 1986 à Brandýs nad Labem-Stará Boleslav, est un cycliste tchèque spécialiste de VTT cross-country. Il termine 12e de l'épreuve olympique 2012.
Sa sœur cadette Jitka pratique également le VTT à haut-niveau.

## Palmarès en VTT

### Championnats du monde
- 2008
  -  Médaillé d'argent du cross-country universitaire

### Coupe du monde
- Coupe du monde de cross-country 
  - 2013 : 26e du classement général
  - 2018 : 37e du classement général
  - 2021 : 54e du classement général

### Championnats d'Europe
- 2014
  -  Médaillé de bronze du cross-country VTT

### Championnats nationaux
- Champion de République tchèque de cross-country en 2011

## Palmarès en cyclo-cross
- 2018-2019
  - 3e de la Toi Toi Cup